# Гуэрини, Винченцо
Винченцо Гуэрини (итал. Vincenzo Guerini; 30 октября 1953, Сареццо, Италия) — итальянский футболист и тренер.

## Карьера
Воспитанник клуба "Брешиа". Выступал на позиции полузащитника. Наибольших успехов Гуэрини добился в составе "Фиорентины", с которой он выигрывал Кубок Италии. В 1974 году хавбек сыграл один товарищеский матч за сборную Италии против Болгарии, который завершился со счетом 0:0. Завершил свою карьеру в 23 года из-за повреждений, полученных футболистом в автокатастрофе.
Став тренером, Гуэрини работал с юношами "Фиорентина", а затем он работал со многими итальянскими командами. Наибольших успехов специалист добился с "Анконой". В 1992 году впервые в истории он вывел ее Серию А. Несмотря на то, что команда не смогла закрепиться в элите, Гуэрини продолжил работать с ней и через год он сенсационно дошел с ней до финала Кубка Италии, в котором "Анкона" уступила "Сампдории". Затем он некоторое время тренировал "Наполи", после чего вернулся в Серию В.
В последнее время Гуэрини занимал пост директора в "Фиорентине". В мае 2012 года он временно исполнял обязанности главного тренера команды после увольнения Делио Росси.

## Достижения

### Футболиста
- Обладатель Кубка Италии (1): 1974/75.
- Обладатель Кубка англо-итальянской лиги (1): 1975.

### Тренера
- Победитель Кубка Митропы (1): 1986.
- Финалист Кубка Италии (1): 1993/94.